# Tamout
Der Tamout ist ein Fluss in Frankreich, der im Département Ille-et-Vilaine in der Region Bretagne verläuft. Er entspringt unter dem Namen Ruisseau du Haut Montay im Gemeindegebiet von Cuguen, entwässert zunächst in südlicher Richtung, dreht dann auf Ost und mündet nach rund 18 Kilometern im Gemeindegebiet von Bazouges-la-Pérouse als linker Nebenfluss in den Couesnon.

## Orte am Fluss
(Reihenfolge in Fließrichtung)
- Cuguen
- Noyal-sous-Bazouges
- La Coudelais, Gemeinde Bazouges-la-Pérouse